# Nazionale maschile di pallavolo della Bulgaria
La nazionale maschile di pallavolo della Bulgaria è una squadra europea composta dai migliori giocatori di pallavolo della Bulgaria ed è posta sotto l'egida della Federazione pallavolistica della Bulgaria.

## Rosa
Segue la rosa dei giocatori convocati per la Volleyball Nations League 2024.
| N° | Nome                | Ruolo | Data di nascita   | Squadra               |
| -- | ------------------- | ----- | ----------------- | --------------------- |
| 1  | Simeon Nikolov      | P     | 24 novembre 2006  | Levski Sofia          |
| 3  | Nikolaj Kolev       | C     | 26 dicembre 1997  | Narbonne              |
| 6  | Georgi Petrov       | S     | 18 agosto 1999    | Neftohimik            |
| 8  | Asparuh Asparuhov   | S     | 28 luglio 2000    | Kuzbass               |
| 9  | Vladimir Garkov     | S     | 2 ottobre 2003    | Levski Sofia          |
| 10 | Denis Karjagin      | S     | 28 settembre 2002 | Lokomotiv Novosibirsk |
| 11 | Aleks Grozdanov     | C     | 28 marzo 1998     | Verona                |
| 12 | Georgi Tatarov      | S     | 10 maggio 2003    | Narbonne              |
| 13 | Dimităr Dimitrov    | O     | 12 novembre 2000  | Montpellier           |
| 14 | Martin Bozhilov     | L     | 11 aprile 1988    | CSKA Sofia            |
| 16 | Svetoslav Stankov   | P     | 6 agosto 1996     | Neftohimik            |
| 17 | Samuil Valchinov    | S     | 21 dicembre 2001  | Montana               |
| 18 | Venislav Antov      | O     | 6 aprile 2004     | Levski Sofia          |
| 19 | Nikolaj Kărtev      | C     | 20 settembre 1995 | Arkas                 |
| 21 | Simeon Dobrev       | L     | 15 aprile 2001    | Neftohimik            |
| 22 | Damjan Kolev        | L     | 11 gennaio 2001   | Levski Sofia          |
| 24 | Ilija Petkov        | C     | 10 ottobre 1996   | Skra Bełchatów        |
| 25 | Ljuboslav Telkijski | P     | 24 agosto 2001    | Beroe                 |
| 27 | Boris Načev         | C     | 22 aprile 2004    | Černo More            |
| 29 | Denislav Bardarov   | S     | 5 marzo 2003      | İBB                   |

## Risultati

### Competizioni FIVB
| 1964 | 5º posto        | Convocazioni |
| 1968 | 6º posto        | Convocazioni |
| 1972 | 4º posto        | Convocazioni |
| 1976 | non qualificata | -            |
| 1980 | 2º posto        | Convocazioni |
| 1984 | non qualificata | -            |
| 1988 | 6º posto        | Convocazioni |
| 1992 | non qualificata | -            |
| 1996 | 7º posto        | Convocazioni |
| 2000 | non qualificata | -            |
| 2004 | non qualificata | -            |
| 2008 | 5º posto        | Convocazioni |
| 2012 | 4º posto        | Convocazioni |
| 2016 | non qualificata | -            |
| 2020 | non qualificata | -            |
| 2024 | non qualificata | -            |

| 1949 | 3º posto        | Convocazioni |
| 1952 | 3º posto        | Convocazioni |
| 1956 | 5º posto        | Convocazioni |
| 1960 | non qualificata | -            |
| 1962 | 4º posto        | Convocazioni |
| 1966 | 7º posto        | Convocazioni |
| 1970 | 2º posto        | Convocazioni |
| 1974 | 7º posto        | Convocazioni |
| 1978 | 10º posto       | Convocazioni |
| 1982 | 5º posto        | Convocazioni |
| 1986 | 3º posto        | Convocazioni |
| 1990 | 5º posto        | Convocazioni |
| 1994 | 9º posto        | Convocazioni |
| 1998 | 7º posto        | Convocazioni |
| 2002 | 13º posto       | Convocazioni |
| 2006 | 3º posto        | Convocazioni |
| 2010 | 7º posto        | Convocazioni |
| 2014 | 13º posto       | Convocazioni |
| 2018 | 11º posto       | Convocazioni |
| 2022 | 20º posto       | Convocazioni |

| 2018 | 11º posto | Convocazioni |
| 2019 | 12º posto | Convocazioni |
| 2021 | 15º posto | Convocazioni |
| 2022 | 14º posto | Convocazioni |
| 2023 | 15º posto | Convocazioni |
| 2024 | 14º posto | Convocazioni |
| 2025 | 11º posto | Convocazioni |

| 1965 | 9º posto        | Convocazioni |
| 1969 | 5º posto        | Convocazioni |
| 1977 | 6º posto        | Convocazioni |
| 1981 | non qualificata | -            |
| 1985 | non qualificata | -            |
| 1989 | non qualificata | -            |
| 1991 | non qualificata | -            |
| 1995 | non qualificata | -            |
| 1999 | non qualificata | -            |
| 2003 | non qualificata | -            |
| 2007 | 3º posto        | Convocazioni |
| 2011 | non qualificata | -            |
| 2015 | non qualificata | -            |
| 2019 | non qualificata | -            |
| 2023 | non qualificata | -            |

### Competizioni CEV
| 1948 | non qualificata | -            |
| 1950 | 4º posto        | Convocazioni |
| 1951 | 2º posto        | Convocazioni |
| 1955 | 3º posto        | Convocazioni |
| 1958 | 4º posto        | Convocazioni |
| 1963 | 4º posto        | Convocazioni |
| 1967 | 9º posto        | Convocazioni |
| 1971 | 7º posto        | Convocazioni |
| 1975 | 5º posto        | Convocazioni |
| 1977 | 5º posto        | Convocazioni |
| 1979 | 10º posto       | Convocazioni |
| 1981 | 3º posto        | Convocazioni |
| 1983 | 3º posto        | Convocazioni |
| 1985 | 5º posto        | Convocazioni |
| 1987 | 11º posto       | Convocazioni |
| 1989 | 6º posto        | Convocazioni |
| 1991 | 5º posto        | Convocazioni |
| 1993 | 5º posto        | Convocazioni |
| 1995 | 4º posto        | Convocazioni |
| 1997 | 9º posto        | Convocazioni |
| 1999 | 7º posto        | Convocazioni |
| 2001 | 6º posto        | Convocazioni |
| 2003 | 9º posto        | Convocazioni |
| 2005 | non qualificata | -            |
| 2007 | 8º posto        | Convocazioni |
| 2009 | 3º posto        | Convocazioni |
| 2011 | 6º posto        | Convocazioni |
| 2013 | 4º posto        | Convocazioni |
| 2015 | 4º posto        | Convocazioni |
| 2017 | 6º posto        | Convocazioni |
| 2019 | 11º posto       | Convocazioni |
| 2021 | 11º posto       | Convocazioni |
| 2023 | 15º posto       | Convocazioni |

| 2004 | non qualificata | -            |
| 2005 | non qualificata | -            |
| 2006 | non qualificata | -            |
| 2007 | non qualificata | -            |
| 2008 | non qualificata | -            |
| 2009 | non qualificata | -            |
| 2010 | non qualificata | -            |
| 2011 | non qualificata | -            |
| 2012 | non qualificata | -            |
| 2013 | non qualificata | -            |
| 2014 | non qualificata | -            |
| 2015 | non qualificata | -            |
| 2016 | 4º posto        | Convocazioni |
| 2017 | non qualificata | -            |
| 2018 | non qualificata | -            |
| 2019 | non qualificata | -            |
| 2021 | non qualificata | -            |
| 2022 | non qualificata | -            |
| 2023 | non qualificata | -            |
| 2024 | non qualificata | -            |

### Competizioni zonali
| 2015 | 2º posto | Convocazioni |

### Competizioni estinte
| 1990 | non qualificata | -            |
| 1991 | non qualificata | -            |
| 1992 | non qualificata | -            |
| 1993 | non qualificata | -            |
| 1994 | 4º posto        | Convocazioni |
| 1995 | 5º posto        | Convocazioni |
| 1996 | 8º posto        | Convocazioni |
| 1997 | 6º posto        | Convocazioni |
| 1998 | 7º posto        | Convocazioni |
| 1999 | non qualificata | -            |
| 2000 | non qualificata | -            |
| 2001 | non qualificata | -            |
| 2002 | non qualificata | -            |
| 2003 | 5º posto        | Convocazioni |
| 2004 | 4º posto        | Convocazioni |
| 2005 | 5º posto        | Convocazioni |
| 2006 | 4º posto        | Convocazioni |
| 2007 | 5º posto        | Convocazioni |
| 2008 | 7º posto        | Convocazioni |
| 2009 | 10º posto       | Convocazioni |
| 2010 | 7º posto        | Convocazioni |
| 2011 | 5º posto        | Convocazioni |
| 2012 | 4º posto        | Convocazioni |
| 2013 | 4º posto        | Convocazioni |
| 2014 | 9º posto        | Convocazioni |
| 2015 | 10º posto       | Convocazioni |
| 2016 | 11º posto       | Convocazioni |
| 2017 | 9º posto        | Convocazioni |